# Petard

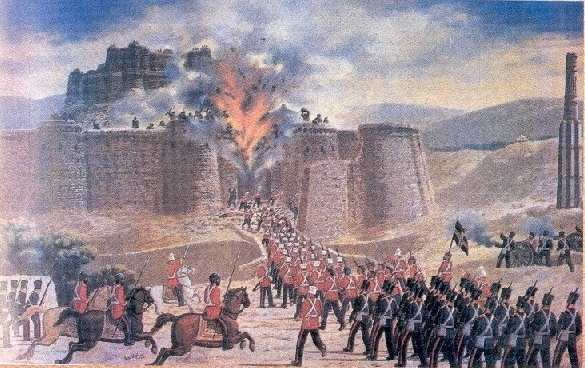
En petard sprängs under första anglo-afghanska kriget.

Petarder kallades laddningar av ett kraftigt sprängämne som ofta användes för att spränga portar och murar vid belägringar av fästningar och städer. De som använde sådana kallades petardörer.

## Konstruktion
En petard var en med fänghål försedd bronscylinder vilken fylldes med krut och fästes på ett madrillbräde. Detta bräde fastskruvades eller hängdes vid den port, mur eller pallisad som skulle söndersprängas.

## Belägringar där petarder användes
- Novgorods belägring 1611

## Galleri

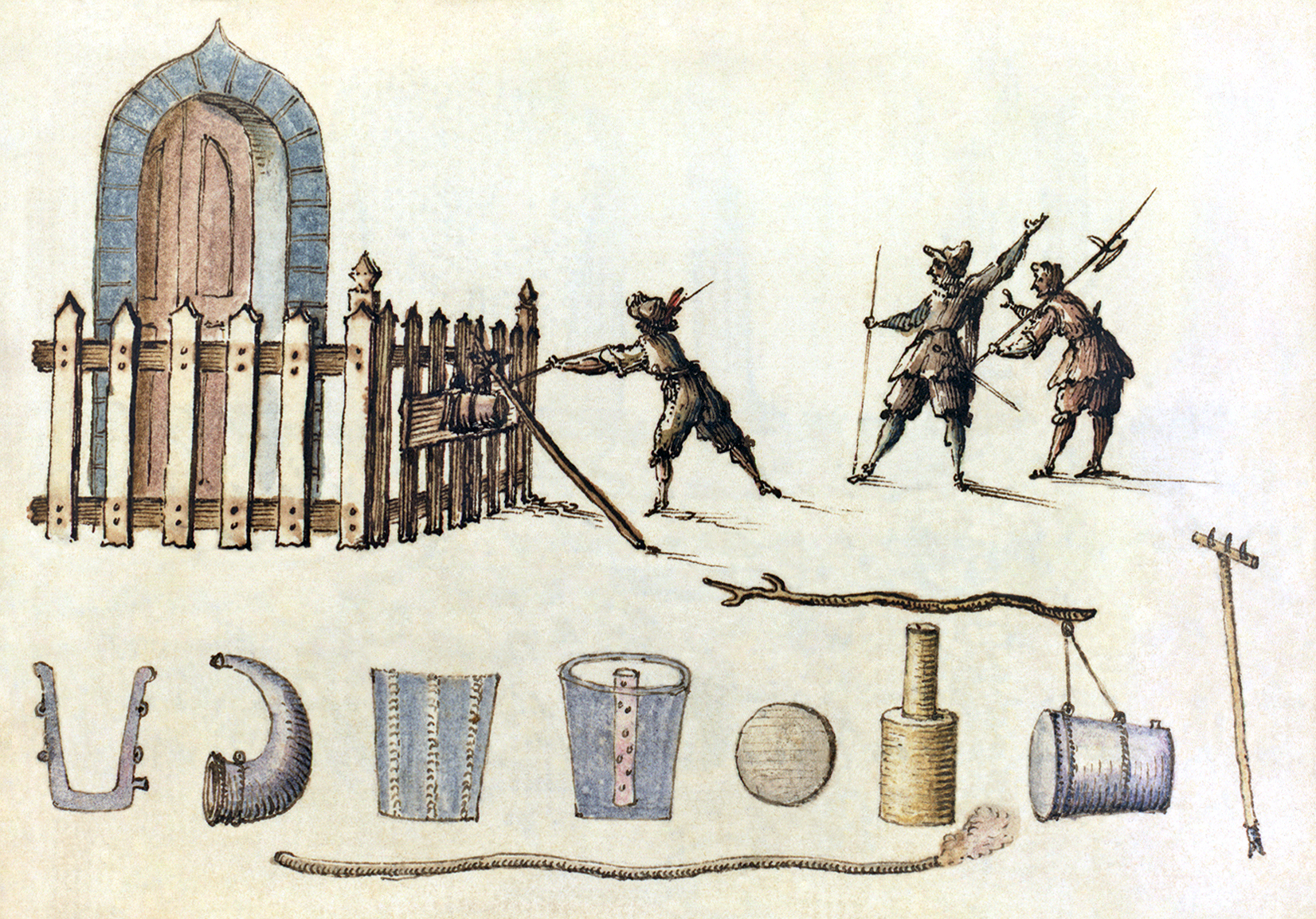
Konstruktion och användning av petarder (1600-talet).
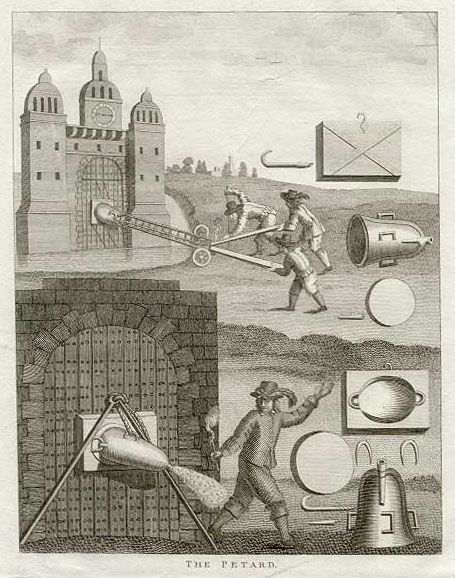
Två sätt att anbringa petarder.
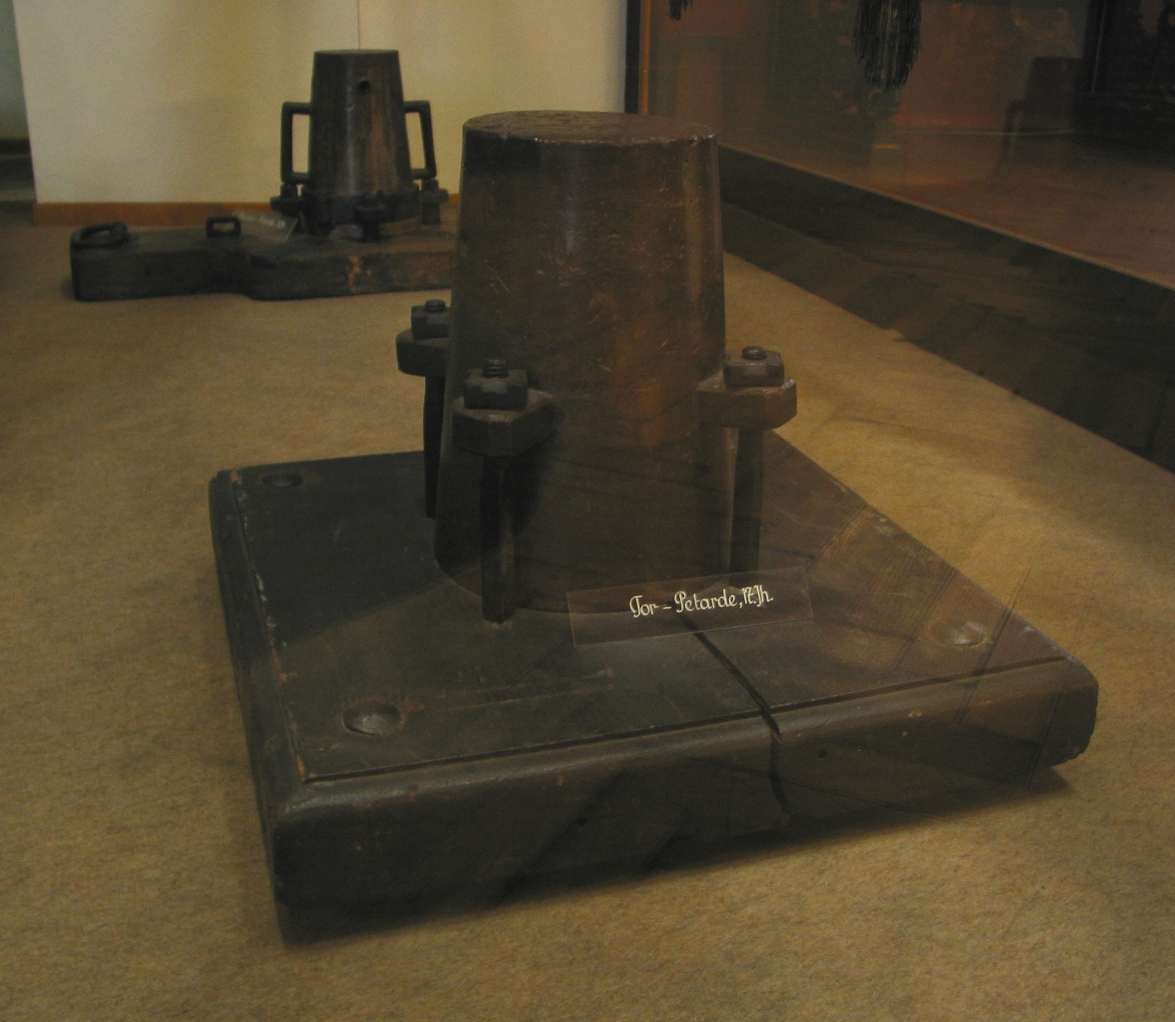
Två österrikiska petarder från 1600-talet.
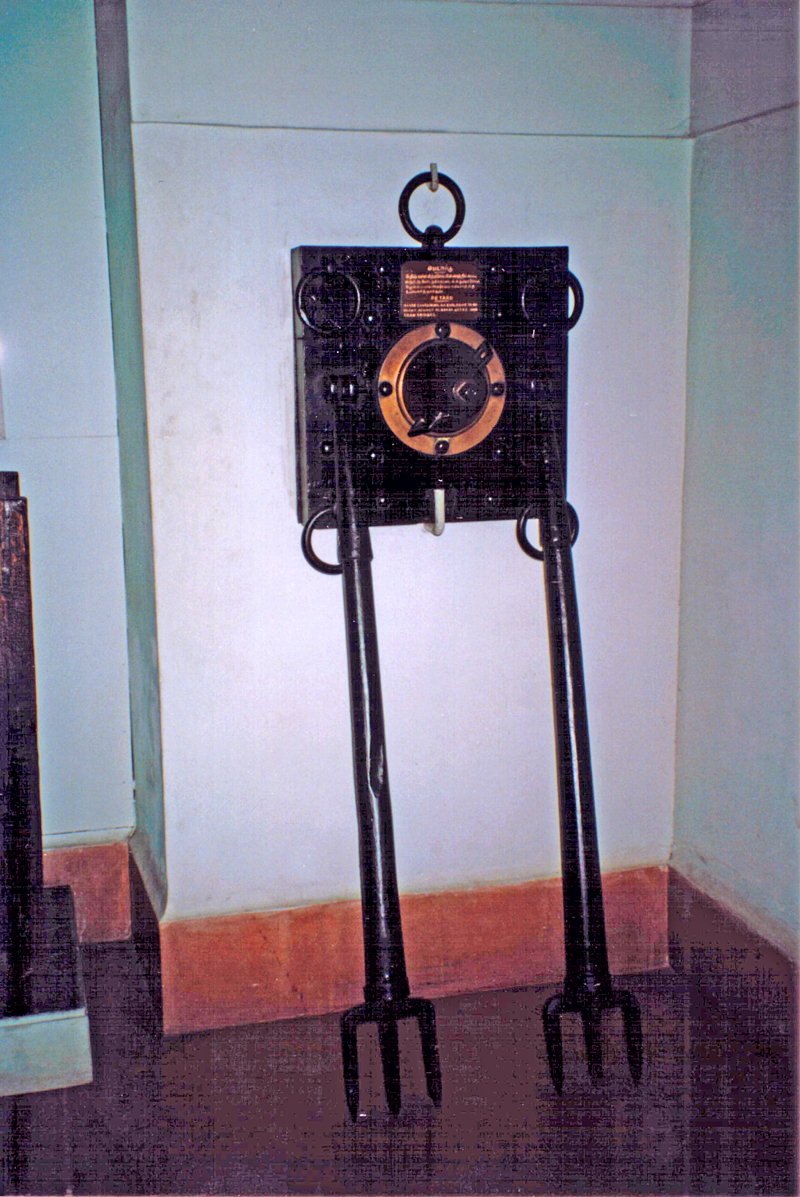
Brittisk petard från 1800-talet.